# Трайбалізм
Трайбалізм, трибалізм (від англ. tribe — плем'я) — форма родоплемінної організації спільноти, яка базується на родоплемінних зв'язках. Трибалізм характерий для багатьох країн Африки, які перебувають у стані трансформації від родоплемінної організації до сучасної, капіталістичної. Також трайбалізмом позначаються явища, що є наслідком міжплемінної ворожнечі.
Однак трайбалізм не тільки стосується історичних форм існування етносів, а й застосовується до сучасного суспільства, як загроза його «відкритості». Це стосується перш за все того розуміння трайбалізму, яке висловив Марк Шаттлворт, засновник компанії Canonical, у нарисі, присвяченому шкоді трайбалізму. Згідно із Шаттлвортом, трайбалізм — це суспільне явище, у межах якого члени однієї групи вважають, що представники іншої наперед помиляються. «Трайбалізм є далеким пращуром таких форм дискримінації, як сексизм та расизм».